# 226672 Kucinskas
226672 Kucinskas è un asteroide della fascia principale. Scoperto nel 2004, presenta un'orbita caratterizzata da un semiasse maggiore pari a 2,3579077 UA e da un'eccentricità di 0,1740020, inclinata di 7,64020° rispetto all'eclittica.